# Équipe de Colombie de football à la Copa América 1999
L'équipe de Colombie de football participe à sa 15e Copa América lors de l'édition 1999 qui se tient au Paraguay du 29 juin 1999 au 18 juillet 1999. Elle se rend à la compétition en tant que quart de finaliste de la Copa América 1997.
Les Colombiens termiment 1er du groupe C avec trois victoires en trois matchs puis ils sont éliminés en quart de finale par le Chili.

## Résultat

### Premier tour
| Classement final |           |     |   |   |   |   |    |    |      |
|                  | Équipe    | Pts | J | G | N | P | BP | BC | Diff |
| 1                | Colombie  | 9   | 3 | 3 | 0 | 0 | 6  | 1  | +5   |
| 2                | Argentine | 6   | 3 | 2 | 0 | 1 | 5  | 4  | +1   |
| 3                | Uruguay   | 3   | 3 | 1 | 0 | 2 | 2  | 4  | -2   |
| 4                | Équateur  | 0   | 3 | 0 | 0 | 3 | 3  | 7  | -4   |

| 1er juillet | Argentine | 3 | 1 | Équateur  |
| 1er juillet | Colombie  | 1 | 0 | Uruguay   |
| 4 juillet   | Colombie  | 3 | 0 | Argentine |
| 4 juillet   | Uruguay   | 2 | 1 | Équateur  |
| 7 juillet   | Argentine | 2 | 0 | Uruguay   |
| 7 juillet   | Colombie  | 2 | 1 | Équateur  |

| 1er juillet 1999 | Colombie    | 1 – 0   | Uruguay                    | Estadio Feliciano Cáceres (Luque)                        |                                                          |
|                  | Bonilla 20e | (1 - 0) | López 67e · Magallanes 90e | Spectateurs : 3 000 Arbitrage : Wilson de Souza Mendonça | Spectateurs : 3 000 Arbitrage : Wilson de Souza Mendonça |

| 4 juillet 1999 | Colombie                                     | 3 – 0,  | Argentine   | Estadio Feliciano Cáceres (Luque)              |                                                |
|                | Córdoba 10e (pen.) · Congo 79e · Montaño 87e | (1 - 0) | Zanetti 69e | Spectateurs : 18 000 Arbitrage : Ubaldo Aquino | Spectateurs : 18 000 Arbitrage : Ubaldo Aquino |

| 7 juillet 1999 | Colombie                  | 2 – 1   | Équateur     | Estadio Feliciano Cáceres (Luque)                |                                                  |
|                | Morantes 37e · Ricard 39e | (2 - 0) | Graziani 50e | Spectateurs : 20 000 Arbitrage : Masayoshi Okada | Spectateurs : 20 000 Arbitrage : Masayoshi Okada |

### Quart de finale
| 11 juillet 1999 | Chili                         | 3 – 2 | Colombie                | Estadio Feliciano Cáceres (Luque)                |                                                  |
| | Reyes 25e, 50e · Zamorano 65e | (1 - 2) | Bolaño 7e · Bonilla 35e | Spectateurs : 3 000 Arbitrage : Benito Archundia | Spectateurs : 3 000 Arbitrage : Benito Archundia |
| Marcelo Ramírez - Palacios, Reyes, Miguel Ramírez, Vargas - Aros, Acuña, Estay ( 80e Cartes), Sierra ( 65e Pizarro) - Zamorano, González ( 86e Núñez) | Équipes                       | Calero - Quintana, Córdoba, Bermúdez, Cortés - Bolaño ( 46e Ramírez), Grisales ( 70e Morantes), Lozano, Betancourth - Ricard ( 61e Congo), Bonilla |                         | Spectateurs : 3 000 Arbitrage : Benito Archundia | Spectateurs : 3 000 Arbitrage : Benito Archundia |

## Navigation